# Шестопаловка
Шестопаловка (баш. Шестопаловка) — деревня в Давлекановском районе Башкортостана, входит в состав Алгинского сельсовета.

## Население
| 2002 | 2009 | 2010 |
| ---- | ---- | ---- |
| 77   | ↗83  | ↘67  |

Согласно переписи 2002 года, преобладающая национальность — русские (70 %).

## Географическое положение
Расстояние до:
- районного центра (Давлеканово): 31 км,
- центра сельсовета (Алга): 2 км,
- ближайшей ж/д станции (Давлеканово): 31 км.

## Известные жители
- Машкин, Фёдор Иванович (1930—2002) — первый секретарь Стерлитамакского райкома КПСС, депутат Верховного Совета Башкирской АССР 6-12 созывов. Делегат XXV, XXVI, XXVII съездов КПСС
- Стоянов Александр Васильевич (1914 — ?) — Герой Социалистического Труда